# Campeonato Amazonense 2004
In 2004 werd het 88ste Campeonato Amazonense gespeeld voor clubs uit Braziliaanse staat Amazonas. De competitie werd georganiseerd door de FAF en werd gespeeld van 24 januari tot 20 juni. São Raimundo werd kampioen.

## Eerste toernooi
| Plaats | Club                 | Wed. | W | G | V | Saldo | Ptn. |
| ------ | -------------------- | ---- | - | - | - | ----- | ---- |
| 1.     | Grêmio Coariense     | 9    | 7 | 2 | 0 | 13:4  | 23   |
| 2.     | São Raimundo         | 9    | 6 | 3 | 0 | 26:5  | 21   |
| 3.     | Nacional             | 9    | 6 | 1 | 2 | 25:8  | 19   |
| 4.     | Princesa do Solimões | 9    | 4 | 0 | 3 | 22:13 | 18   |
| 5.     | Fast Clube           | 9    | 4 | 0 | 5 | 24:20 | 12   |
| 6.     | Sul América          | 9    | 3 | 2 | 4 | 11:16 | 11   |
| 7.     | Rio Negro            | 9    | 3 | 1 | 5 | 15:14 | 10   |
| 8.     | Libermorro           | 9    | 3 | 0 | 6 | 17:30 | 9    |
| 9.     | América              | 9    | 2 | 0 | 7 | 9:28  | 6    |
| 10.    | Cliper               | 9    | 0 | 1 | 8 | 3:27  | 1    |

|  | Gekwalificeerd voor finale |

## Tweede toernooi
| Plaats | Club                 | Wed. | W | G | V | Saldo | Ptn. |
| ------ | -------------------- | ---- | - | - | - | ----- | ---- |
| 1.     | São Raimundo         | 9    | 7 | 2 | 0 | 35:2  | 23   |
| 2.     | Nacional             | 9    | 7 | 0 | 2 | 39:8  | 21   |
| 3.     | Fast Clube           | 9    | 5 | 2 | 2 | 16:11 | 17   |
| 4.     | Grêmio Coariense     | 9    | 4 | 1 | 4 | 11:13 | 13   |
| 5.     | Rio Negro            | 9    | 4 | 1 | 4 | 14:17 | 13   |
| 6.     | Princesa do Solimões | 9    | 3 | 4 | 2 | 24:13 | 13   |
| 7.     | Sul América          | 9    | 3 | 4 | 2 | 13:15 | 13   |
| 8.     | Libermorro           | 9    | 3 | 0 | 6 | 10:22 | 12   |
| 9.     | América              | 9    | 1 | 1 | 7 | 6:27  | 4    |
| 10.    | Cliper               | 9    | 0 | 1 | 8 | 9:49  | 1    |

|  | Gekwalificeerd voor finale |

## Finale
|             |                  |       |                           |                      |
| 7 juni Heen | Grêmio Coariense | 1 – 2 | São Raimundo              | Vivaldo Lima, Manaus |
| 7 juni Heen | Canhotot 29'     |       | 37' Reginaldo 52' Marinho | Vivaldo Lima, Manaus |

|               |                      |       |                  |                      |
| 20 juni Terug | São Raimundo         | 4 – 1 | Grêmio Coariense | Vivaldo Lima, Manaus |
| 20 juni Terug | Nando Luíca Ernandes |       | Canhoto          | Vivaldo Lima, Manaus |

### Kampioen
| Campeonato Amazonense de 2004    |
| Amazonas                         |
| -------------------------------- |
| SÃO RAIMUNDO Kampioen (6° titel) |